# 柯爾特1851海軍型轉輪手槍
柯爾特1851海軍型（Colt 1851 Navy, Walker）是一款由塞繆爾·柯爾特於1847年至1850年期間研製的火帽式點火單動式轉輪手槍。該槍一直持續生產至1873年，並逐漸地被使用金屬彈藥的手槍所取代。

## 設計特徵

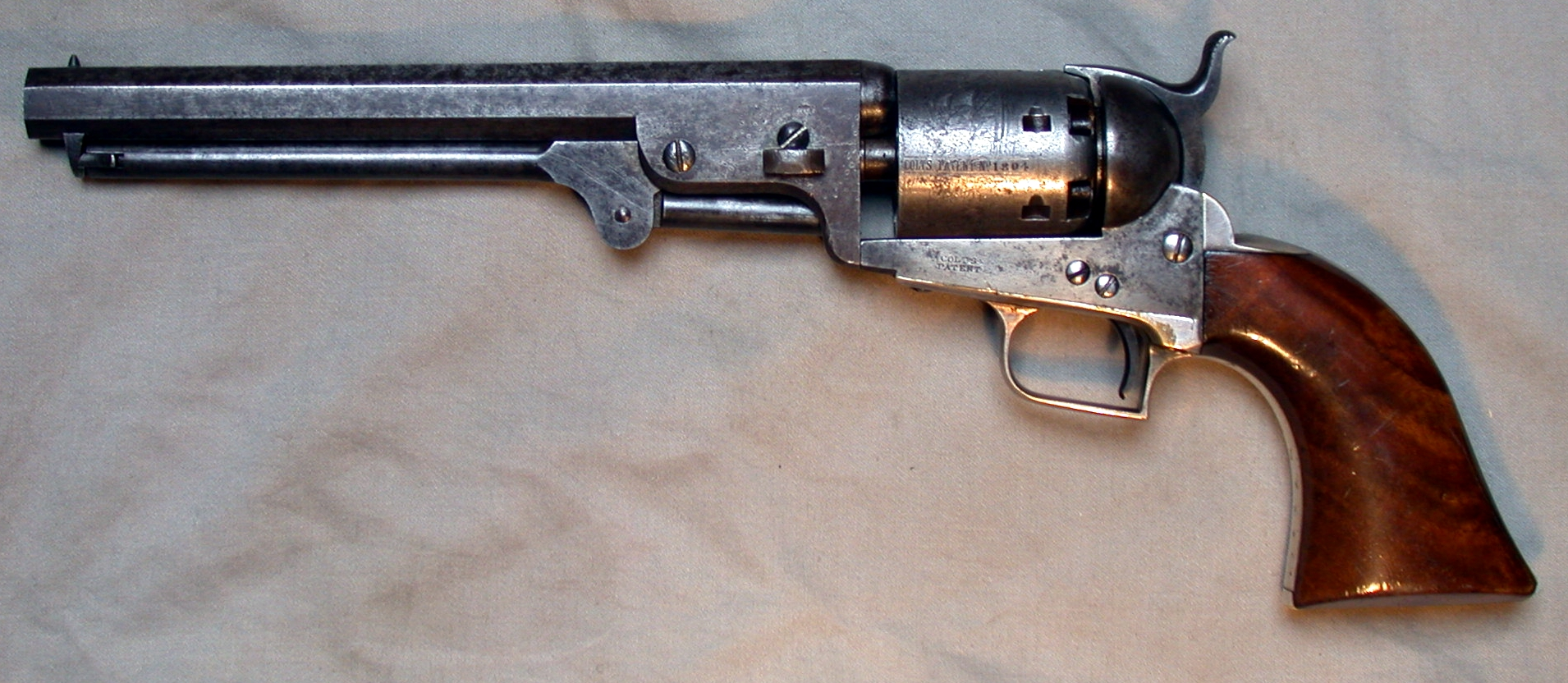
早期的柯爾特1851海軍型

柯爾特1851海軍型是一款.36口徑的單動式轉輪手槍，可裝彈6發。較特別的是，此槍的彈巢上刻有得克薩斯州海軍在1843年一場戰役上的勝利情景。相比起其前任者柯爾特騎兵型（Colt Dragoon），此槍顯得比較輕巧。
此槍同時也是一把無殼槍，使用的子彈均為以紙包裹住火藥和彈頭的特殊子彈，射擊時從彈巢前方填入，並使用位於槍管下方的結構將子彈推入彈巢。

## 生產
除了在美國生產外，海軍型轉輪手槍也曾在英國倫敦生產，並命名為「柯爾特1851海軍倫敦型」（Colt 1851 Navy London）。
另外，海軍型也曾出口到一些歐洲國家以及加拿大，並在一些戰役中投入使用。

## 使用國
- 美国（美國陸軍、美國海軍）[2]
- 美利堅聯盟國
- 英國
- 加拿大
- 奥匈帝国
- 俄罗斯帝国
- 波蘭
- 普魯士王國（繳獲自俄羅斯帝國陸軍）
- 奥斯曼帝国

## 另見
- 柯爾特騎兵型
- 柯爾特單動式陸軍

## 外部連結
- The Colt Revolver in the American West—Model 1851 Navy
- The Colt Revolver in the American West—Model 1851 Navy with Johnson-Holbrook Shoulder Stock Device
- The Colt Revolver in the American West—Presentation Model 1851 Navy
- The Colt Revolver in the American West—Model 1851 Navy
- The Colt Revolver in the American West—Presentation Model 1851 Navy
- Smithsonian Article on the M1861 Navy （页面存档备份，存于）
- Shooting Characteristics of the M1861 Navy （页面存档备份，存于）